# Újezdec (hrad)
Újezdec je zaniklý hrad ve vesnici Újezd v okrese Písek nedaleko od Týna nad Vltavou. Stával v nadmořské výšce 385 m v severozápadní části vesnice, jejíž zástavba téměř zcela zbytky hradu pohltila. Dochovaly se jen drobné fragmenty zdí.
Přes velmi fragmentární zachovalost, navrhl Tomáš Durdík zařadit stavbu mezi hrady s obvodovou zástavbou. Dále předpokládá, že patřil mezi hrady, jejichž úkolem bylo čelit zvětšujícímu se významu rodu jihočeských Vítkovců a kontrolovat tok Vltavy.

## Historie
Podle archeologických nálezů byl hrad založen ve 13. století během vlády krále Přemysla Otakara II., který byl jeho pravděpodobným zakladatelem. První písemná zmínka pochází až z roku 1322, kdy se nacházel v majetku Záviše z Robné, nejvyššího komorníka českého království. Jeho potomci používali přídomek z Újezdce. Závišův vnuk Jan z Újezdce se dostal do sporu s Janem mladším z Hradce, jehož vojsko nakonec v roce 1408 hrad dobylo. Koncem března 1420 měli blízko hradu své vojenské ležení husité v čele s Janem Žižkou z Trocnova. Podruhé byl hrad v držení Jetřicha z Újezdce dobyt v roce 1467 vojskem Burjana Bechyněho z Lažan a hrad získal Lvem z Rožmitálu. Následovalo období soudních sporů, které nakonec Újezdečtí vyhráli, a Jan z Újezdce hrad v roce 1491 prodal Petru Kořenskému z Terešova. Hrad poté začal chátrat, protože noví majitelé sídlili ve Vlhlavech, a v roce 1548 je uváděn jako pustý. Ještě z roku 1648 však pochází zpráva o poškození švédským vojskem a v roce 1776 jsou zmiňovány dva byty, které však již mohly být součástí mladších usedlostí, na jejichž stavbu bylo rozebráno hradní zdivo. Na kresbách hradu z 19. století je vidět vysoký bergfrit, jehož zbytek byl stržen ve dvacátých letech 20. století.

## Stavební podoba
Půdorys hradu byl oválný s rozměry 60 × 40 m. Přístupovou stranu na severozápadě a jihozápadě chránil široký příkop, který byl později z velké části zasypán. Podobně velikost areálu neodpovídá středověké podobě, protože byl terasovitě rozšířen. Dominantní stavbou hradu bývala 20 m vysoká okrouhlá věž, pravděpodobně bergfrit, členěná do tří pater. Na vstupní straně se dochoval amorfní zbytek zdiva brány nebo jiné budovy. Na severu a na východě se nacházejí zbytky obvodové hradby. Palác stával na severovýchodní straně a dochovala se z něj část příčky nebo čelní zdi u domu čp. 13. Součástí paláce bylo kružbové okno, jehož části byly druhotně použity při stavbě usedlosti čp. 1.